# Underworld (película de 1996)
Underworld (Bajo submundo en español) es una película de 1996 de comedia y thriller dirigida por Roger Christian y protagonizada por Denis Leary, Joe Mantegna y Annabella Sciorra.

## Argumento
Johnny Crown (Denis Leary) sale de la cárcel después de siete años, el mismo día que unos matones asesinaron a su padre, con una gran cantidad de dinero en el bolsillo, un grado de psicoterapia y un ardiente deseo de vengarse por el asesinato de su progenitor. 
Una de las personas involucradas es Frank Gavillan (Joe Mantegna), el cual se convierte en sospechoso de haberle metido una bala en la cabeza al padre de Johnny. 
Frank es el jefe de un exitoso club y la figura del crimen organizado. Johnny contactará con él para averiguar si fue el asesino o, en caso contrario, para sonsacarle quiénes fueron los culpables.

## Reparto
- Denis Leary: Johnny Alt / Johnny Crown
- Joe Mantegna: Frank Gavilan / Frank Cassady / Richard Essex
- Annabella Sciorra: Dra. Leah
- Larry Bishop: Ned Lynch
- Abe Vigoda: Will Cassady
- Robert Costanzo: Stan
- Traci Lords: Anna
- Jimmie F. Skaggs: Phil Fox / Todd Streeb
- James Tolkan: Dan Eagan
- Heidi Schanz: Joyce Alt
- Cristi Conaway: Julianne
- Angela Jones: Janette
- Michael David Simms: Mitch Reed
- Amy Moon: Ava
- Marc Baur: Leo

## Recepción
La película fue nominada a Mejor Película en Mystfest.
El crítico de la CNN Paul Tatara dio una revisión altamente negativa de la película, bautizándola como "...muy violenta, muy profana, y muy mala. Hay menos muertes en vuestro matadero local, y el diálogo es probablemente más agudo."